# Franz Josef Kreibich
Franz Josef Kreibich (1868, Kamenický Šenov – 1920, Kamenický Šenov) byl významným a velice známým členem rodiny Kreibichů v Kamenickém Šenově. V mládí se vyučil malířem a řezačem skla a později se začal věnovat obchodu se sklem. Podnikl mnoho obchodních výprav (ty první s trakařem naloženým zbožím) a to nejen po území Čech, ale později distribuoval svoje zboží až do Londýna, Moskvy nebo Říma. V 19. století sídlila jeho obchodní firma se sklem v dolní části Kamenického Šenova číslo popisné 84. Kreibich vedl pobočný prodejní sklad v Sasku u zámku Pillnitz a jeho firma prosperovala i po jeho smrti a to až do roku 1944.